# Карлос Фуентес
Ка́рлос Фуе́нтес (ісп. Carlos Fuentes; нар.11 листопада 1928, Панама — пом.15 травня 2012, Мехіко) — мексиканський письменник, один із найвідоміших романістів та есеїстів іспаномовного світу. Справив значний вплив на латиноамериканську літературу.

## Життєпис
Його батько був мексиканським дипломатом, тому дитинство Карлоса минуло в постійних переїздах. Зростав у різних містах обох Америк (Кіто, Монтевідео, Ріо-де-Жанейро, Вашинґтоні, Сантьяґо та Буенос-Айресі). Згодом Карлос також обрав кар'єру дипломата, зокрема був послом Мексики у Франції в 1970-х роках.
Міжнародну славу принесла йому видана 1962 року «Смерть Артеміо Круса», проте вже дебютний роман Фуентеса «Край найпрозорішого повітря» продемонструвала наявність письменницького хисту й діапазон його інтересів. У своїх працях порушує питання мексиканської історії та ідентичності, у багатьох із них трапляється тема мексиканської революції та захоплення містами Мексики.
За Фуентесом, сучасна Мексиканська держава є «дитиною» багатовікового проникнення іспанських впливів у ацтекське суспільство, а також і зовнішніх впливів потужного північного сусіда — Сполучених Штатів.

## Фантастика у творчості Карлоса Фуентеса
Як і творчість його знаменитих латиноамериканських колег — Хорхе Борхеса, Адольфо Біой Касареса, Габріель Гарсія Маркеса, Хуліо Кортасара, твори Карлоса Фуентеса ніколи не належали до суто «жанрової» фантастики, проте майже завжди містять фантастичні, міфологічні чи сюрреалістичні елементи. Фантастика у Фуентеса — це не гра непізнаваних стихійних сил, а засіб дослідження самої природи уяви. У цьому Фуентес почасти близький іншому найбільшому прозаїку Латинської Америки — аргентинцеві Хуліо Кортасара.
Першою його книгою була збірка оповідань «Замасковані дні», розповіді з якої насичені міфологією народів Мексики, як давніх, так і сучасних. Розповідь у його першому романі «Край безхмарної ясності» йде від імені індіанця, що також є аватаром ацтекського бога війни, що віддає перевагу виступати в сучасному світі в ролі трикстера, а не істоти колишнього і уособленням загибелі для смертних, котрі зустрічають його. В оповіданні «Чак Мооль» статуя стародавнього індіанського божества оживає і набуває владу господарем. В основі сюжету п'єси «Усі кішки — сірі» також знаходиться конфлікт богів, які мають вигляд людей.
Його найвідоміший роман «Смерть Артеміо Круса» розповідає про посмертну фантазію про возз'єднання численних двійників головного героя-епоніма. Двійники — змінюють шкіру — з'являються у багатьох роботах Фуентеса: боги вселяються в людей і навпаки, чоловіки і жінки міняються тілами, аватари є створінням майбутнього. Характерним прикладом є повість «Аура» — надприродна історія про людину, пійману в пастку примарою, при цьому її особистість заміщається мерцем, давним-давно померлим чоловіком відьми, що керує всім цим дійством. Як і у випадку численних історій про допельгангера 19-го століття — двійник поїдає свого господаря. Дещо ускладнюється поняття про двійників у романі «La cabeza de la hidra», де відбувається ковзання всередину і назовні надприродної реальності, порушуючи її зміст. У книзі показано Мексику напередодні Третьої світової війни.
Неоавангардистський роман-притча «Terra Nostra» — це складна і глибока спроба втілити весь мексиканський міф в одній книзі. Вся Латинська Америка (і навіть Земля в цілому), «вміщена» в Париж якоїсь альтернативної історії, що стикається з тубільними богами землі. Інший роман Фуентеса — «Старий грінго» розповідає про останні місяці Аброса Грінго, який перетворюється на надприродну істоту. Герой-оповідач похмурого плачу-реквієму за людством, роману «Cristóbal nonato» — людський зародок, що веде оповідь з утроби матері й пророкує руйнацію Мексики і всього світу від прискореної зміни клімату. «Трон орла» (ісп.) — сатира на Мексику з близького майбутнього (2020), у якому Сполучені Штати Америки саботують мексиканські системи зв'язку (у відповідь на це Мексика не підтримує лінію США в нафтовому розгляді), змушуючи людей спілкуватися звичайними листами (роман сам по собі має переважно епістолярний характер).
У 2007 році Фуентес випустив збірку своїх фантастичних оповідань і повістей під назвою «Cuentos sobrenaturales».

## Українські переклади
- Карлос Фуентес. Ціна життя / пер. з ісп. Дмитра Андрухіва. — К. : Всесвіт, №2, 1976. — 120-128 с.
- Карлос Фуентес. Аура (Латиноамериканська повість) / пер. з ісп. Анатолія Тупикова. — К. : Дніпро, 1978. — 249-276 с.
- Карлос Фуентес. Трон орла / пер. з ісп. Галини Верби. — Х. : Фоліо, 2015. — 350 с. — ISBN 978-966-03-7236-8.